# HD 196917
HD 196917，又名CD-3216130，SAO 212345、HR 7909，是一颗恒星，视星等为5.76，位于銀經12.13，銀緯-36.07，其B1900.0坐标为赤經20h 35m 11.6s，赤緯-31° -36.07′ 5″。